# Tràn âm

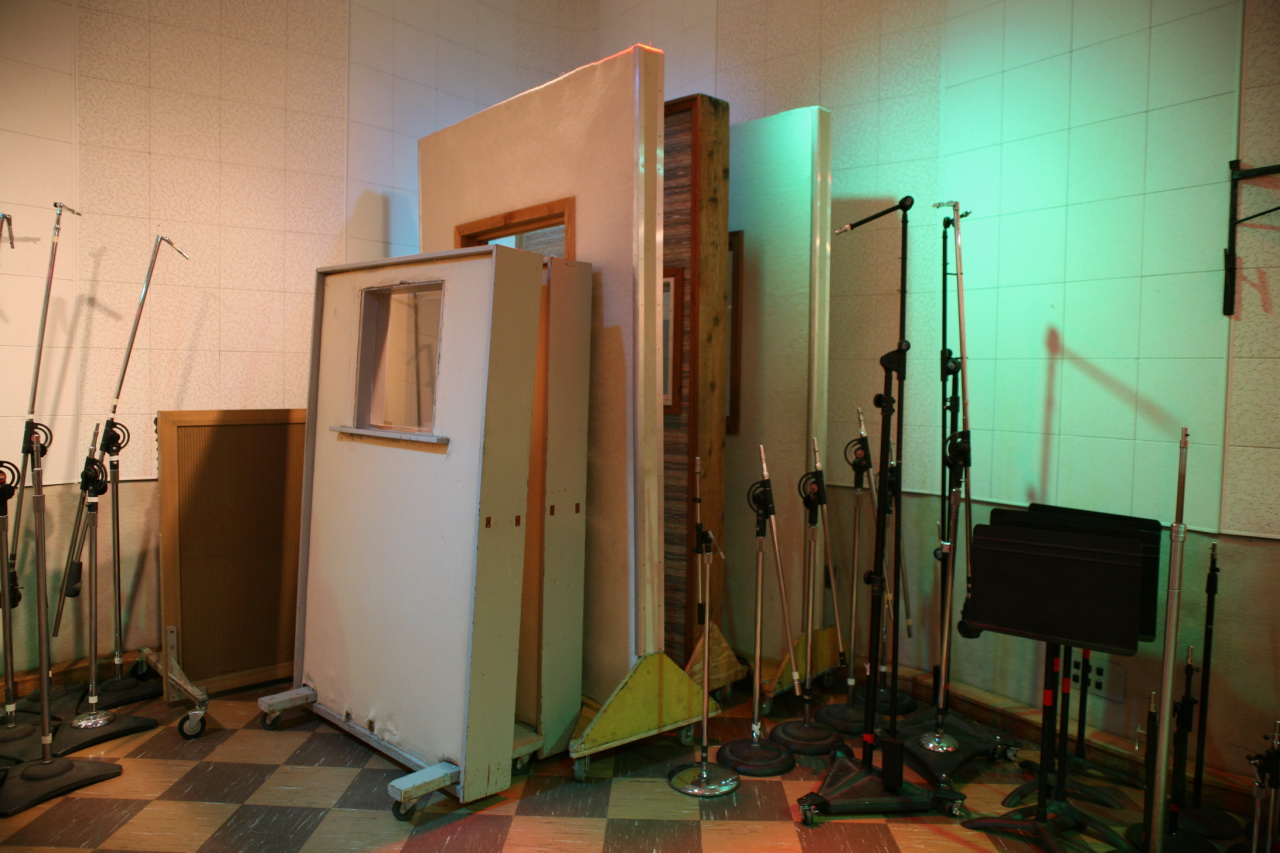
Các phòng thu sử dụng những vách ngăn và các tấm vải cách âm lớn để ngăn hiện tượng tràn âm của micro.

Tràn âm (tiếng Anh: Spill, còn gọi là bleed hay leakage) là một hiện tưởng xảy ra khi thu âm (nhất là khi micro để gần nguồn âm) hay hòa âm trực tiếp, trong đó micro thu nhầm tiếng của một nguồn âm khác so với nguồn âm dự định thu ban đầu. Ví dụ, khi có hai ca sĩ đứng gần nhau, micro của ca sĩ này thay vì thu âm của ca sĩ đó lại thu âm của ca sĩ còn lại. Tràn âm thường được coi là một hiện tượng không mong muốn, và người ta đã sử dụng nhiều cách để ngăn chặn nó. Tuy nhiên, một số phong cách âm nhạc, ví dụ như hòa nhạc thính phòng, jazz và blues, tràn âm đôi khi có thể chấp nhận được và thậm chí còn mang tới những hiệu quả thú vị.